# Leif Wikström
Leif Gordon Wikström (Lysekil, 18 agosto 1918 – Lysekil, 27 gennaio 1991) è stato un velista svedese.

## Palmarès

### Olimpiadi
- 1 medaglia:
  - 1 oro (Melbourne 1956 nella classe Dragon)